# Wat zien ik!?
Wat zien ik!? is een Nederlandse film uit 1971 van regisseur Paul Verhoeven. Het is een verfilming van een roman van Albert Mol.
Bij haar première was er veel ophef over de seksscènes. De bekende schrijver A. den Doolaard hield op televisie zelfs een pleidooi tegen de film. De film is een van de succesvolste films in de Nederlandse filmgeschiedenis.

## Inhoud
Blonde Greet (Ronny Bierman, die zelf roodharig was) is een ervaren en vriendelijke prostituee op de wallen in Amsterdam. Haar vriendin en collega Nel (Sylvia de Leur) woont op de tweede verdieping van haar huis en wordt uitgebuit en mishandeld door haar pooier Sjaak, gespeeld door Jules Hamel.
Wanneer Greet de getrouwde Piet (Piet Römer) tegenkomt voelen ze zich tot elkaar aangetrokken, wat Greet nogal in verwarring brengt. Nel besluit na het zoveelste conflict met Sjaak "het leven" achter zich te laten en een vaste vriend te zoeken. Via een huwelijksbureau is er eerst een totaal mislukte ontmoeting in een restaurant, maar als Nel wat later tegen een vriendelijke marktkoopman aanloopt lijkt ze haar plannen om de business uit te gaan toch waar te kunnen maken. Greet doet nog een poging om Nel terug te halen naar Amsterdam, maar ziet toch in dat ze haar moet laten gaan. Voor haar gaat het leven na het huwelijk van Nel en Bob gewoon weer verder, want nog voor ze de huisdeur dicht kan doen staat de volgende klant alweer voor haar neus. Maar in tegenstelling tot de eerste keer komt hij nu als geroepen...

## Rolverdeling
| Acteur                   | Personage                                                 |
| ------------------------ | --------------------------------------------------------- |
| Ronny Bierman            | Blonde Greet                                              |
| Sylvia de Leur           | Nel Mulder                                                |
| Piet Römer               | Piet                                                      |
| Jules Hamel              | Sjaak, Nels pooier                                        |
| Bernhard Droog           | Bob de Vries, marktkoopman "VlekWeg"                      |
| Carola Gijsbers van Wijk | Jopie, collega-prostituee, later de nieuwe vlam van Sjaak |
| Albert Mol               | Van Schaveren (18-streep-80, de man van de advertentie)   |
| Helmert Woudenberg       | ontwikkelingswerker, eerste klant van Greet               |
| Eric van Ingen           | Klant met operatiefetisj                                  |
| Ton Lensink              | Klant met horrorfetisj                                    |
| Allard van der Scheer    | Dokter/Scholier Jantje                                    |
| Wim Kouwenhoven          | Klant 'Weduwnaar met schuldcomplex'                       |
| Jan Verhoeven            | Klant met kippen en verentic                              |
| Henk Molenberg           | Klant met dienstmeisjestic                                |
| Diny de Neef             | Collega-prostituee/hoerenmadam                            |
| Trudy Labij              | Collega-prostituee                                        |
| Carry Tefsen             | Collega-prostituee                                        |
| Kika Mol                 | Collega-prostituee                                        |
| Paula Petri              | Collega-prostituee                                        |
| Trees van der Donck      | Verkoopster kledingzaak                                   |
| Hans Kemna               | Leo, eigenaar café                                        |
| André van den Heuvel     | Caféklant van Nel                                         |
| Sacco van der Made       | Eigenaar feestwinkel                                      |
| Paul van Gorcum          | Ambtenaar burgerlijke stand                               |
| Ger Smit                 | Annonceur nachtclub                                       |
| Cocco de Maruu           | Stripteasedanseres "Matrutschka"                          |
| Elsa Lioni               | Operazangeres                                             |
| Tabe Bas                 | Operazanger                                               |

## Musical
In oktober 2006 is er ook een musical over het verhaal in première gegaan, geproduceerd door De Graaf & Cornelissen Producties: Wat Zien Ik?!. In de hoofdrollen Ellen Pieters (Blonde Greet), Mariska van Kolck (Haar van boven), John Kraaijkamp (Bert/Sjaak) en Hans Breetveld (Piet).